# لس بوروس (آریزونا)
لس بوروس (به انگلیسی: Los Burros) یک منطقهٔ مسکونی در ایالات متحده آمریکا است که در آریزونا واقع شده‌است. لس بوروس ۲٬۳۸۵ متر بالاتر از سطح دریا واقع شده‌است.